# Premio Gigamesh
El premio Gigamesh es un premio que fue otorgado entre 1984 y 2000 a obras literarias de ciencia ficción y fantasía. Fue el primer galardón importante en el ámbito de estos géneros en España. Aunque estaba organizado en dicho país, concretamente en Barcelona, este premio no hacía distinciones por categorías entre autores nacionales o internacionales, por lo que los autores premiados correspondían habitualmente a obras traducidas al español. Esto último lo convertía en un premio bastante internacional y solo unos pocos autores españoles consiguieron hacerse con esta distinción, concretamente en la subcategoría de mejor relato.
El fallo de los premios lo decidía la votación de los lectores de Gigamesh, que fue un fanzine de 1984 a 1990 y una revista de 1991 hasta 2007. Las obras candidatas las elegía un jurado entre las obras editadas profesionalmente en España durante el año anterior, pero los ganadores se decidían de acuerdo a los resultados de una votación abierta.
No era un premio especializado únicamente en ciencia ficción sino que ésta era tan solo una de sus categorías (otras eran Terror, Fantasía, Mejor Revista...). Dentro del apartado de ciencia ficción el premio distinguía tres subcategorías: Novela, Antología y Relato.

## Historia
Durante la primera mitad de los años 1980, Alejo Cuervo (nacido en Barcelona en 1959) vendía novelas de ciencia ficción y fantasía en un puesto dominical del Mercado de San Antonio de Barcelona. En 1984 decidió lanzar un fanzine especializado en la ciencia ficción, el fanzine Gigamesh. Fue también en ese mismo año cuando, desde su fanzine, Alejo Cuervo instauró por primera vez los premios Gigamesh. En 1985 Cuervo dejó el mercado de San Antonio y abrió la librería Gigamesh en la ronda de San Pedro (aunque actualmente y desde 2014 la librería se encuentra en la calle Bailén) y en 1991 relanzó su fanzine ya con formato profesional, la revista Gigamesh. Con sede en su librería de la ronda de San Pedro y desde su revista, Cuervo continuó organizando anualmente los premios Gigamesh hasta el año 2000, un año después de haber fundado en 1999 su propia editorial, Ediciones Gigamesh.

## Galardonados en los apartados de la categoría «Ciencia Ficción»

### Novela
- 1984 ex aequo
  - Ursula K. Le Guin, Los desposeídos
  - J.G. Ballard, Rascacielos
- 1985 ex aequo
  - Philip K. Dick, La transmigración de Timothy Archer
  - Gregory Benford, Cronopaisaje
- 1986 ex aequo
  - John Brunner, Órbita inestable
  - John Brunner, El jinete en la onda del shock
- 1988 Robert Silverberg, Muero por dentro
- 1989 ex aequo
  - Philip K. Dick, Aguardando el año pasado
  - George R. R. Martin, Los viajes de Tuf
  - Jack Vance, Los príncipes demonio I
- 1990 Gene Wolfe, La sombra del torturador
- 1991 David Zindell, Neverness
- 1992 Dan Simmons, Hyperion
- 1993 Ian McDonald, Camino desolación
- 1994 Gene Wolfe, La espada del lictor
- 1995 ex aequo
  - Vernor Vinge, Un fuego sobre el abismo
  - Connie Willis, El libro del día del Juicio Final
- 1996 J.G. Ballard, Fuga al paraíso
- 1997 Stephen Baxter, Las naves del tiempo
- 1998 ex aequo
  - Amitav Gosh, El cromosoma Calcuta
  - Kim Stanley Robinson, Marte verde
- 1999 ex aequo
  - Greg Egan, Ciudad Permutación
  - Dan Simmons, El ascenso de Endymion
- 2000 Greg Egan, Cuarentena

### Antología
- 1984 Harlan Ellison, Visiones peligrosas
- 1985 John Varley, La persistencia de la visión
- 1986 Ursula K. Le Guin, Las doce moradas del viento
- 1989 John Varley, Blue champagne
- 1990 Philip K. Dick, Aquí yace el Wub
- 1992 Cordwainer Smith, Los señores de la Instrumentalidad, II. La Dama Muerta De Clown Town
- 1993 ex aequo
  - Philip K. Dick, El padre cosa
  - Bruce Sterling, Crystal Express
- 1994 J.G. Ballard, Vermilion Sands
- 1995 J.G. Ballard, Aparato de vuelo rasante
- 1996 J.G. Ballard, Zona de catástrofe
- 1999 Bruce Sterling, Mirrorshades
- 2000 Theodore Sturgeon, La fuente del unicornio

### Relato
- 1985 J.G. Ballard, Escape
- 1986 ex aequo
  - Eduardo Abel Giménez, Quiramir
  - Ursula K. Le Guin, La caja de la oscuridad (incluido en Las doce moradas del viento)
- 1989 John Varley, Pulse Enter
- 1991 J.G. Ballard, Unidad de cuidados intensivos (incluido en Mitos del futuro próximo)
- 1992 Stanislaw Lem, Terminus (incluido en Relatos del piloto Pirx)
- 1994 Javier Negrete, Estado crepuscular
- 1995 William Gibson, Johnny Mnemonic (incluido en Quemando cromo (Antología))
- 1996 César Mallorquí, La casa del doctor Pétalo (incluido en El círculo de Jericó)
- 1997 César Mallorquí, El coleccionista de sellos
- 1998 Greg Egan, Polvo
- 1999 Greg Egan, Bebé cerebro